# Russula mariae
Russula mariae (рус. сыроежка Марии) — гриб семейства Сыроежковые (Russulaceae).

## Описание
- Шляпка 2—7 см в диаметре, выпуклая, с возрастом становится плоской. Кожица нередко бархатистая, тёмно-малинового или сиреневатого цвета, в центре шляпки темнее.
- Мякоть белого цвета, под кожицей розоватая. Запах и вкус нерезкие или едкие.
- Гименофор пластинчатый, пластинки частые, белого цвета с возрастом желтеющие, иногда разветвлённые.
- Ножка в верхней и нижней частях белая, в центральной части обычно сиреневатая, редко белая.
- Споровый порошок кремово-жёлтого цвета.
- Съедобна, однако обладает пресным вкусом.
- Произрастает летом, в лесах, часто.

## Сходные виды
- Другие виды рода сыроежка с сиреневатыми шляпками.